# Robert Spencer, I visconte Teviot
Robert Spencer (Althorp, 2 febbraio 1629 – 20 maggio 1694) è stato un politico e nobile inglese.

## Biografia
Nacque nel 1629, figlio secondogenito di William Spencer, II barone Spencer di Wormleighton e sua moglie Penelope. Conosciuto come l'Onorevole Robert Spencer fino al 1685, studiò dapprima al Christ Church College, ad Oxford, e in seguito a King’s College di Cambridge, dove fu ammesso nel 1646; compì anche un soggiorno di studio a Padova durante il Grand Tour in Italia.

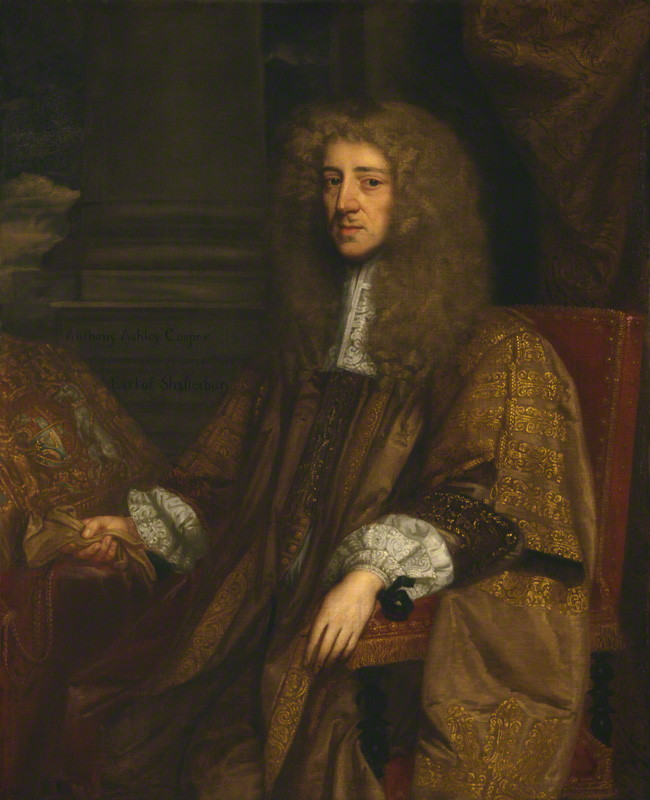
Anthony Ashley Cooper, I conte di Shaftesbury, sposato a lady Margaret Spencer, fu uno dei più importanti uomini di Stato dell'Inghilterra seicentesca

Poco si conosce della sua vita fino a quando fu eletto deputato per il collegio di Great Bedwyn nel 1660, con la Restaurazione della monarchia. Probabilmente in questo periodo venne preso sotto la protezione dello zio, conte di Southampton e del suocero di questi, il marchese di Hertford, che lo avviarono alla carriera politica. Nel primo Parlamento convocato dopo il ritorno di Carlo II, detto Convention Parliament o Cavalier Parliament, il giovane Spencer non si distinse molto da suo zio Richard, che sedeva come lui alla Camera dei Comuni in quel periodo. Nel 1661 ritornò in Parlamento, eletto per la circoscrizione di Brackley, feudo di famiglia, che continuò a rappresentare per i 18 anni seguenti. Anglicano devoto, come il suo amico John Evelyn, venne soprannominato dal re "Godly Robin" per la sua ferma opposizione a modifiche del Book of Common Prayer, ma grazie al fatto che i suoi parenti ricoprivano posti chiave nel nuovo governo (Southampton era ministro del Tesoro e suo cognato lord Ashley, protettore di John Locke, era Cancelliere dello Scacchiere nel Ministero della Cabala presieduto da lord Clarendon), la sua carriera proseguì rapida.

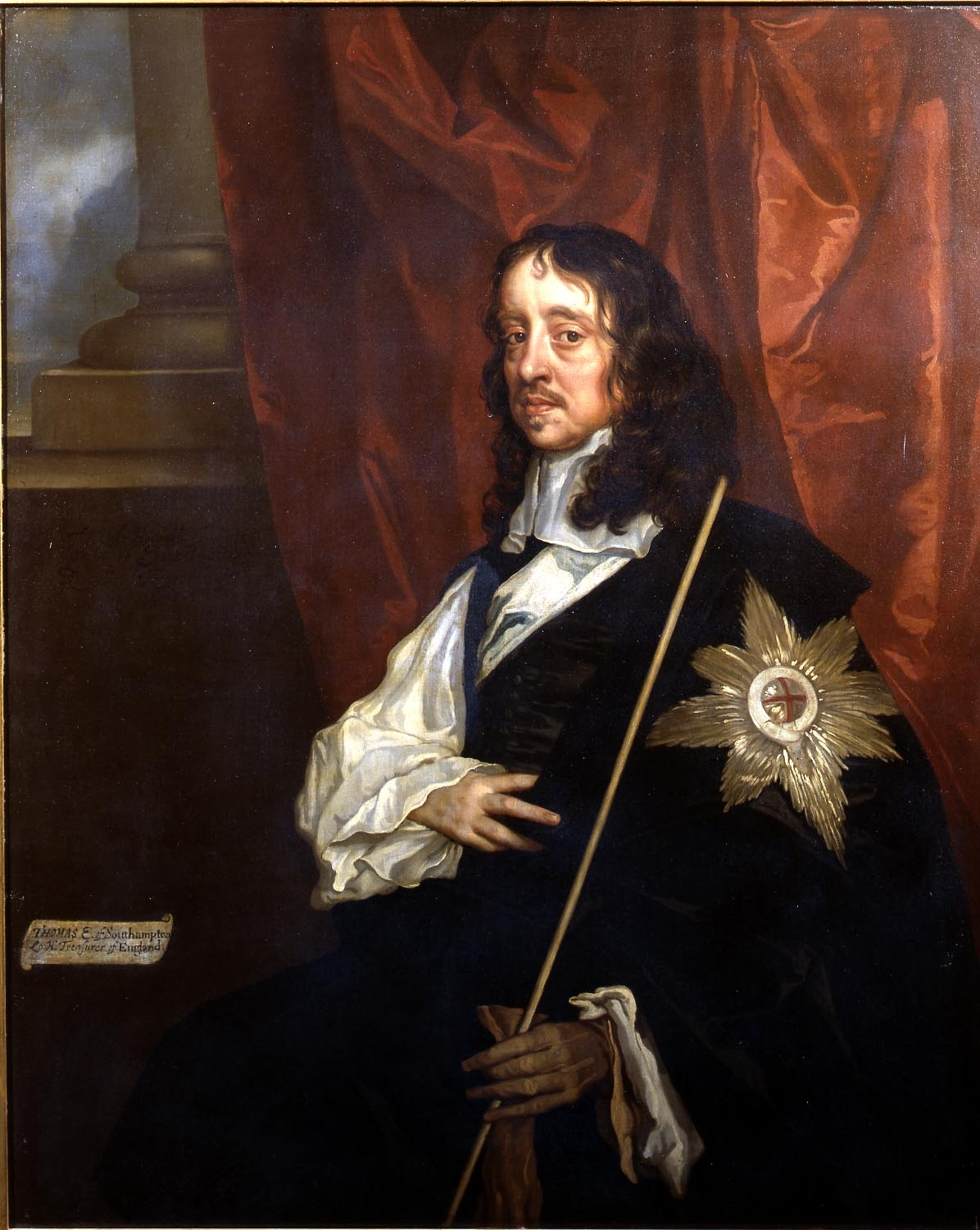
Thomas, IV conte di Southampton, zio e protettore di Robert Spencer

Nel 1663 entrò in una commissione che regolava gli appelli al re, con un salario di 200 sterline, e l'anno seguente fece parte del comitato per la legge sulle società segrete; venne anche considerato come Master of the Horse della regina, ma su insistenza del duca di York gli venne preferito Ralph Montagu. Nel 1669 figura tra i componenti della Corte e l'anno successivo formò una società per impiantare coltivazioni di zucchero alle Barbados. Negli anni seguenti svolse incarichi minori, soprattutto di livello locale; nel corso degli anni '70 e '80 del XVII secolo si accese il dibattito sul cosiddetto Exclusion Bill, cioè la legge che avrebbe dovuto impedire al fratello cattolico di Carlo II, Giacomo, duca di York, di ereditare il trono. Robert Spencer si schierò con il partito di Corte, contrario alla legge, attirandosi così l'astio dell'ex cognato lord Ashley, ora conte di Shaftesbury, capo del partito favorevole alla legge, che lo chiamò “doppiamente vile”, nonostante Spencer fosse andato a trovarlo più volte nella Torre di Londra dove era imprigionato. Dopo il 1674 abbandonò la commissione sulle tasse e nel 1679 non si ricandidò più ai Comuni, lo stesso anno tentò di farsi eleggere cancelliere dell'Università di Oxford, ma venne sconfitto dal duca di Ormonde. Quando il duca di York divenne re Giacomo II, per ricompensarlo dell'appoggio offertogli, lo elevò al rango di visconte Teviot, nella Parìa di Scozia, nel 1685, e per i due anni seguenti lord Teviot sedette nella commissione per l'esecuzione nell'ufficio del Sigillo Privato, posto che abbandonò dopo la Gloriosa Rivoluzione, confermando la sua fedeltà agli Stuart.

## Matrimonio
Sposò una cugina, Jane, figlia e coerede di Sir Thomas Spencer, IV baronetto di Yarnton, ma non ebbe figli e il suo titolo andò estinto.

## Morte
Morì suicida il 20 maggio del 1694, tagliandosi la gola con coltello "in preda alle febbri e allo stordimento".